# Rio Bunget
O Rio Bunget é um rio da Romênia, afluente do Rio Dorofei, localizado no distrito de Olt.